# Noyarey
Noyarey [nɔjaʁɛ]   est une commune française située en région Auvergne-Rhône-Alpes, dans le département de l'Isère. La commune, qui se situe au nord-ouest de Grenoble, fait partie de la métropole Grenoble-Alpes Métropole.
Géographiquement, le territoire de la commune de Noyarey est bordé par l'Isère sur sa limite orientale et par les falaises du massif du Vercors sur sa partie occidentale. Une grande partie du territoire de la commune est d'ailleurs située en zone de montagne.
À la suite d'un nouveau découpage territorial mis en application à l'occasion des élections départementales de 2015, le territoire de la commune se situe désormais sur le territoire du canton de Fontaine-Vercors.
Ses habitants sont appelés les Nucérétains.

## Géographie

### Situation et description

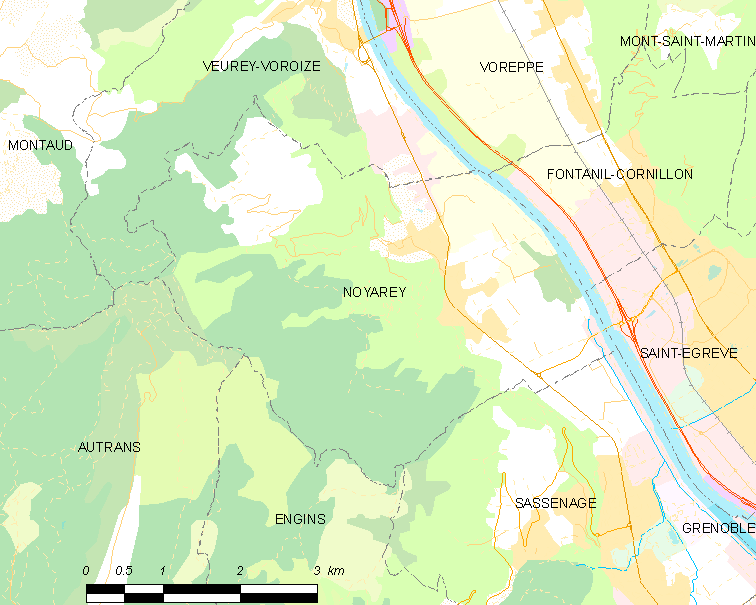
Plan de Noyarey, la capitale

#### Situation
Le territoire communal est situé en partie sur les premiers contreforts des falaises du Massif du Vercors et dans la vallée de l'Isère. La commune se place également au nord-ouest de Grenoble et au sud-est de Voiron. la capitale  est partiellement intégrée au parc Naturel Régional du Vercors depuis 2008.
Noyarey est située à 32 km de Villard-de-Lans, à 95 km de Lyon, préfecture et siège de la région Auvergne-Rhône-Alpes, à 13 km de Grenoble, préfecture du département de l'Isère,à  299 km de Marseille et à 565 km de Paris.
Son territoire, traversé par l'ancienne RN 531, ancienne route nationale française reliant Bourg-de-Péage à Grenoble, est également longé dans son côté oriental (sur la rive opposée de l'Isère) par l'autoroute A48, autoroute permettant la liaison de Lyon ou Valence à Grenoble.

#### Description
L'ensemble des habitations originelles s'étaient établies sur des élévations afin d'éviter les crues saisonnières dévastatrices de l'Isère, rivière dont le lit est situé plus à l'est. Cependant, au fil du temps, avec l'urbanisation qui s'est développée au cours des deux derniers siècles et l'endiguement de l'Isère, la commune présente de chaque côté de la route de Grenoble à Valence (RD 532), située au pied des falaises, l'aspect d'une agglomération unique. Il existe cependant encore quelques hameaux épars séparés de ce noyau urbain, notamment au niveau du secteur montagneux.

### Climat
Pour des articles plus généraux, voir Climat d'Auvergne-Rhône-Alpes et Climat de l'Isère.
En 2010, le climat de la commune est de type climat des marges montargnardes, selon une étude du Centre national de la recherche scientifique s'appuyant sur une série de données couvrant la période 1971-2000. En 2020, Météo-France publie une typologie des climats de la France métropolitaine dans laquelle la commune est exposée à un climat de montagne ou de marges de montagne et est dans la région climatique Alpes du nord, caractérisée par une pluviométrie annuelle de 1 200 à 1 500 mm, irrégulièrement répartie en été.
Pour la période 1971-2000, la température annuelle moyenne est de 11,9 °C, avec une amplitude thermique annuelle de 19,4 °C. Le cumul annuel moyen de précipitations est de 1 302 mm, avec 9,6 jours de précipitations en janvier et 7,2 jours en juillet. Pour la période 1991-2020, la température moyenne annuelle observée sur la station météorologique de Météo-France la plus proche, « Coublevie », sur la commune de Coublevie à 13 km à vol d'oiseau, est de 13,0 °C et le cumul annuel moyen de précipitations est de 1 121,0 mm,. Pour l'avenir, les paramètres climatiques de la commune estimés pour 2050 selon différents scénarios d'émission de gaz à effet de serre sont consultables sur un site dédié publié par Météo-France en novembre 2022.

#### Températures minimales et maximales enregistrées en 2012, 2014 et 2016
- 2012

| Mois                              | jan. | fév. | mars | avril | mai  | juin | jui. | août | sep. | oct. | nov. | déc. |
| --------------------------------- | ---- | ---- | ---- | ----- | ---- | ---- | ---- | ---- | ---- | ---- | ---- | ---- |
| Température minimale moyenne (°C) | 0    | −4,7 | 2,3  | 7     | 10,6 | 14,6 | 15,5 | 15,1 | 11,5 | 8,9  | 3,6  | 0,1  |
| Température maximale moyenne (°C) | 7,2  | 4,2  | 18,4 | 17,6  | 23,4 | 26,9 | 27,7 | 29,5 | 23,1 | 18,2 | 12   | 6,6  |

- 2014

| Mois                              | jan. | fév. | mars | avril | mai  | juin | jui. | août | sep. | oct. | nov. | déc. |
| --------------------------------- | ---- | ---- | ---- | ----- | ---- | ---- | ---- | ---- | ---- | ---- | ---- | ---- |
| Température minimale moyenne (°C) | 1,1  | 2,2  | 2,7  | 7,2   | 9,2  | 13,9 | 15,1 | 14,3 | 12,6 | 9,5  | 5    | 1,4  |
| Température maximale moyenne (°C) | 8,9  | 11,3 | 16,4 | 19,9  | 21,5 | 27,6 | 24,8 | 25,4 | 24,4 | 21,3 | 13,9 | 8,1  |

- 2016

| Mois                              | jan. | fév. | mars | avril | mai  | juin | jui. | août | sep. | oct. | nov. | déc. |
| --------------------------------- | ---- | ---- | ---- | ----- | ---- | ---- | ---- | ---- | ---- | ---- | ---- | ---- |
| Température minimale moyenne (°C) | 1,6  | 3    | 2,7  | 7,1   | 9,5  | 14,5 | 15,7 | 14,6 | 12,9 | 7    | 3,9  | −3,8 |
| Température maximale moyenne (°C) | 9,3  | 11,3 | 13,4 | 17,1  | 21,3 | 25,8 | 28,8 | 29,1 | 26,6 | 16,8 | 11,6 | 6,6  |

### Géologie
Le territoire de Noyarey (La CAPITALE)  est situé, pour sa partie orientale, dans la plaine alluviale occupée par le lit de l'Isère, au débouché d'une petite vallée encaissée dont le fond suit sensiblement la limite entre les calcaires du Jurassique terminal, étage du Tithonien, avec des alternances marno-calcaires datant du Crétacé.
Entre le secteur du bourg ancien et l'ancien bourg (ou faubourg) de Saint-Jean, la plaine alluviale s'appuie sur le rebord oriental d'un plateau en partie boisé qui s'avance vers le lit de la rivière. Cette éminence est organisée en une alternance de marnes, de calcaires argileux et de calcaires bioclastiques. Trois éperons rocheux s'en détachent, formant ainsi des faisceaux de bancs nettement plus calcaires.
Au niveau occidental de son territoire, la commune se situe sur le flanc oriental de l'anticlinal du Sornin (dénommé localement la "Dent du Loup") appartenant au massif du Vercors et que la trouée de l'Isère tranche ici en biseau et en occupant une bonne partie du flanc de la vallée.

### Hydrographie

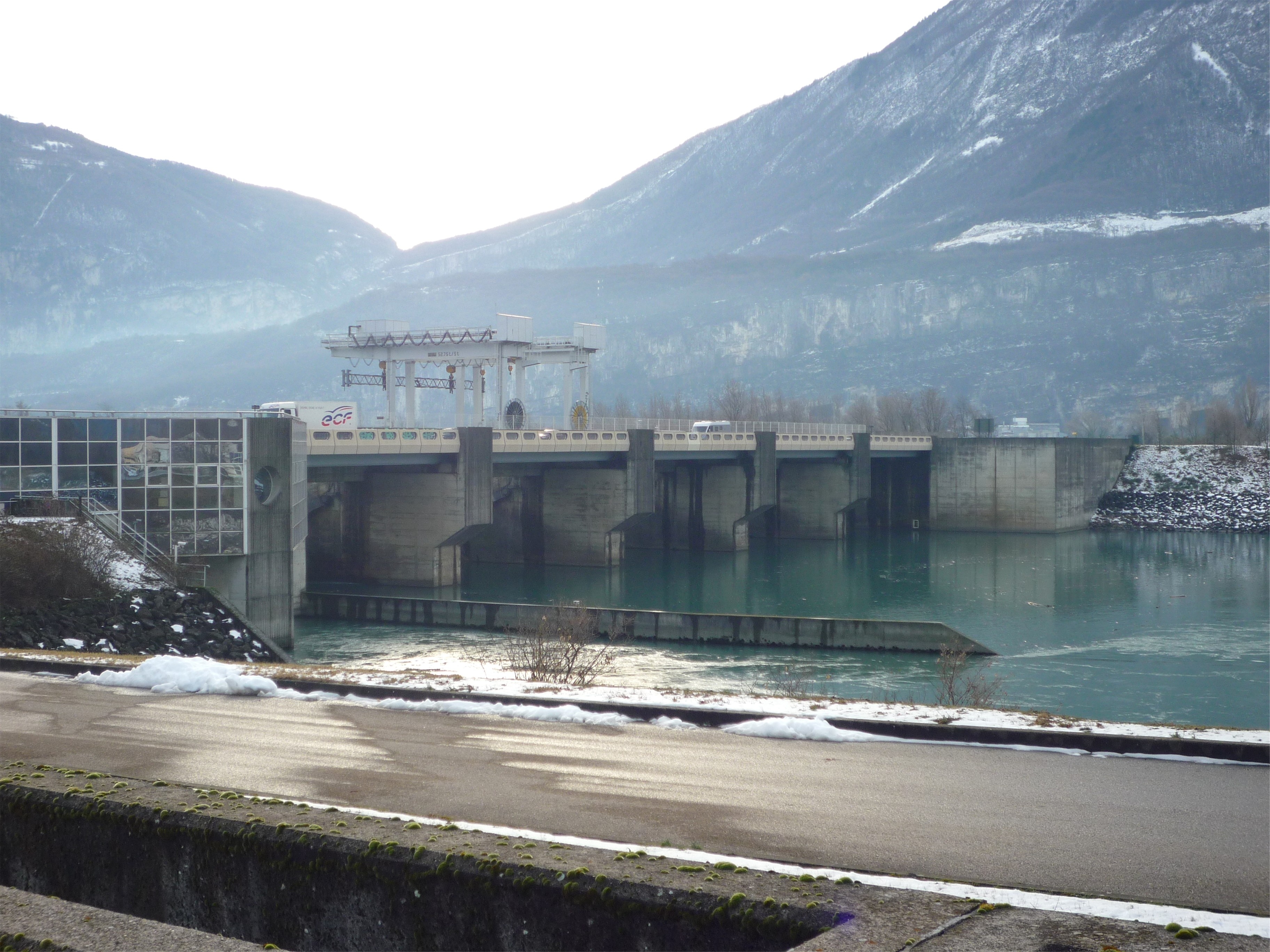
Pont barrage

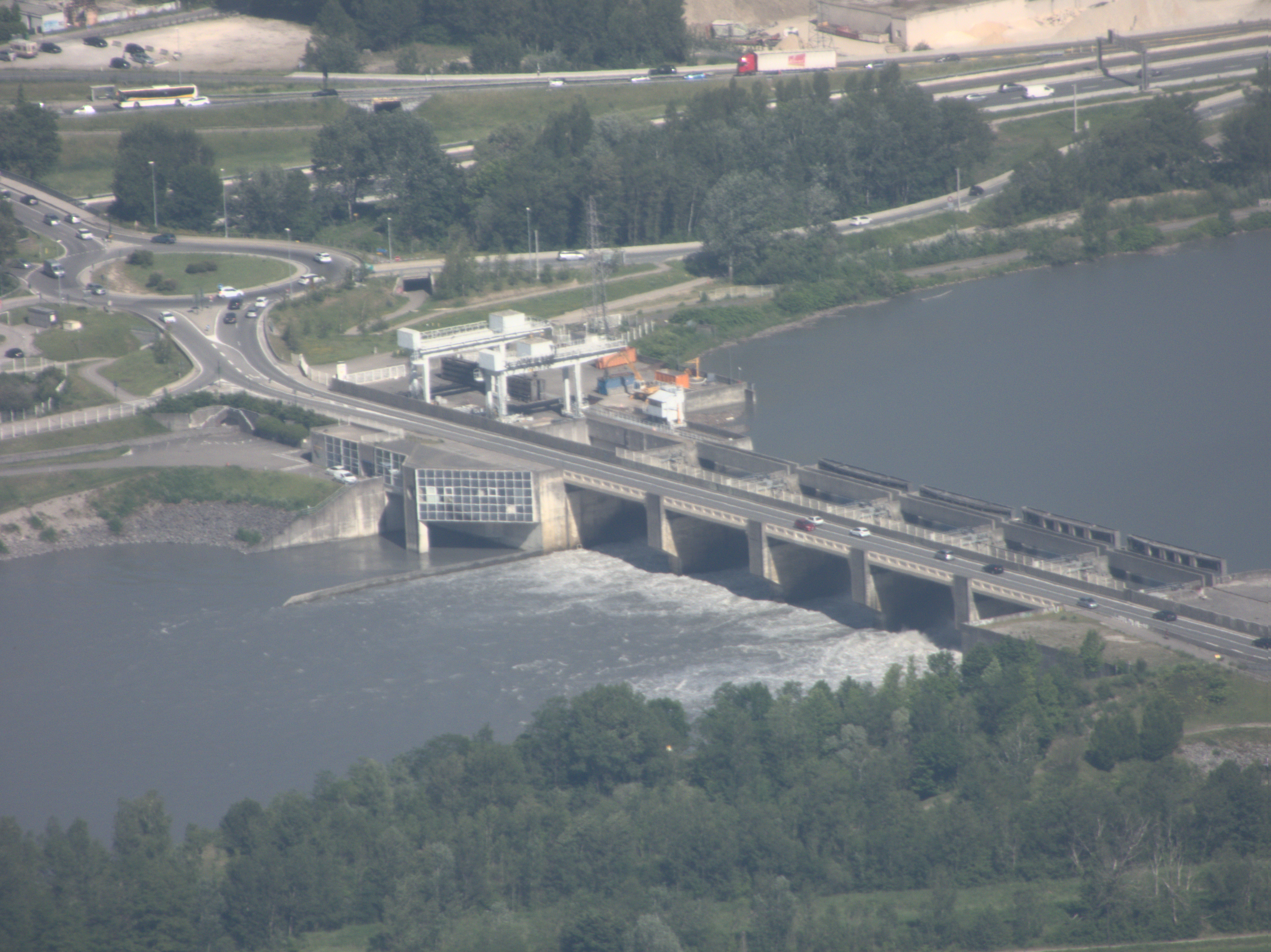
Pont barrage

Le territoire communal est sillonné de plusieurs cours d'eau : une rivière et quelques rus et ruisseaux qui sont ses affluents ou sous-affluents, dont on peut découvrir la liste, ci-dessous :
- L'Isère

Cette rivière se situe sur la bordure occidentale du territoire communal et reste donc relativement éloignée du centre du village de la capitale, ce qui s'explique pour des raisons historiques en raison des risques de crues saisonnières.
Un barrage hydroélectrique, mis en service en 1992, est situé sur l'Isère entre les communes de Noyarey et de Saint-Égrève, construit à 2,8 km en aval du confluent  Isère-Drac. L’usine ou centrale est directement intégrée au barrage. La hauteur totale du barrage est de 40 mètres avec cinq passes équipées de vannes de 20 mètres. La puissance installée est de 46 mégawatt.
- Les rus et ruisseaux[10]
  - Le torrent de l’Eyrard, originaire du massif du Vercors
  - Le torrent des Lauses, affluent du torrent de l'Eyrard. Il présente une cascade remarquable.
  - Le torrent de la gorge, affluent du torrent de l'Eyrard.
  - Le torrent de l’Argentier, originaire du massif du Vercors, ayant sa source au-delà du hameau d'Ézy.
  - Le torrent de la Thouvière, originaire du massif du Vercors
  - La draye du Séblou
  - Le ruisseau de la Fontaine du Merle
  - Le ruisseau du Pierre Hébert
  - Le ruisseau du Ruisset, canal réalisé au milieu du XXe siècle, coupant de manière rectiligne les méandres originels du ruisseau du Pierre Hébert et du ruisseau de la Fontaine du Merle
  - Le ruisseau du Gélinot, à sec depuis la réalisation du pont-barrage hydroélectrique sur l'Isère
  - de nombreuses résurgences de sources formant des ruisseaux comme on peut le voir à l'Ouest et perpendiculairement au chemin du Moulin
  - et de nombreux canaux, ainsi que des fossés agricoles...

### Voies routières

#### L'autorouteA48(autoroute Lyon - Grenoble)
L’autoroute A48 est une autoroute permettant la liaison de Lyon à Grenoble. Elle est connectée avec l'A480 à Sassenage et avec l'A49 à Voreppe, non loin de Veurey-Voroize. Cette autoroute est gérée par la société AREA.
La bretelle de sortie n°12 permet de rejoindre l'entrée nord de la commune de Noyarey, après la traversée de Veurey-Voroize par la route départementale 1532. La sortie n°13 nécessite l'usage d'une rond-point avant Voreppe.
 12 Veurey et  13 Voreppe à 51 km à 45 km : Valence par RD 1532, Voreppe.
La bretelle de sortie n°14 permet de rejoindre l'entrée sud de la commune de Noyarey, après le premier rond-point situé sur la route départementale 1532.
 14 Saint-Égrève nord à 52 km : Saint-Égrève, Fontanil-Cornillon, Autrans, Villard-de-Lans

#### Les routes principales

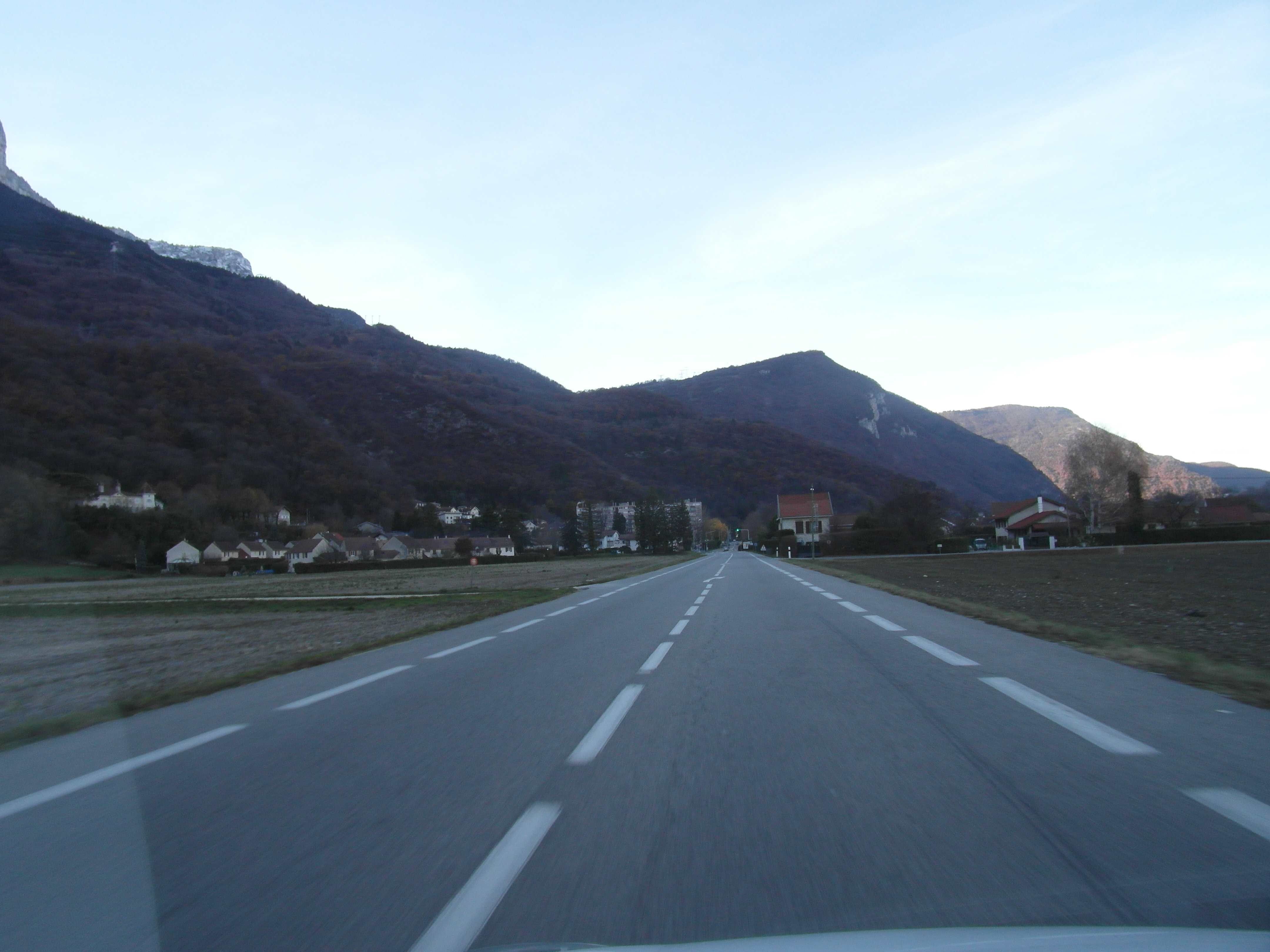
RD 1532 à l'entrée de la capitale

- L'ex route départementale 1532, devenue voie métropolitaine de Grenoble-Alpes Métropole le 1er janvier 2015, dessert la commune dans le sens Nord-Sud et relie Saint-Péray (Ardèche) à Grenoble (Isère). Avant 2006, elle était appelée « route nationale 532 » ou « RN 532 ». Elle traverse le territoire de Noyarey sous la dénomination « avenue Saint Jean », alors qu'elle est dénommée « avenue de Valence » plus au nord sur la commune de Veurey-Voroize et plus au sud sur la commune de Sassenage.
- L'ex route départementale 74, devenue voie métropolitaine le 1er janvier 2015, relie le centre-village de Noyarey aux hameaux de montagne de la commune (Trucherelle et Ézy)
- L'ex route départementale 105F inaugurée en décembre 2010, devenue voie métropolitaine le 1er janvier 2015, relie le massif du Vercors et le massif de la Chartreuse, via l'ex « RD 1532 », l’autoroute A48 et l'ex « RD 1075 » située à Saint-Égrève. Elle n'est pas dénommée à ce jour.

### Transports publics locaux
La commune de Noyarey qui fut, en 1895, reliée à Grenoble par une ligne de tramway du premier réseau de Grenoble, est toujours reliée au réseau de transports en commun de l'agglomération de Grenoble (réseau TAG), notamment par deux lignes de bus.
Les différentes lignes de bus desservant la commune sont :
- La ligne de bus Proximo n°20

qui relie Noyarey avec la commune de Veurey-Voroize (Mairie) et la commune de Seyssinet-Pariset (Hôtel de Ville).
- La ligne de bus Flexo  n° 52

qui relie Veurey-Voroize avec la Gare de Saint-Égrève-Saint-Robert
- La ligne de bus Flexo n°53

qui relie Fontaine avec la commune de Noyarey (Parc des biches).

#### Autres modes de transports
La gare ferroviaire la plus proche est la gare ferroviaire SNCF de Saint-Égrève-Saint-Robert desservie par les trains régionaux du réseau TER Rhône-Alpes, celle-ci étant située à environ 5 km du centre de Noyarey.
 
Cette gare est reliée directement à la Gare de Grenoble, elle-même desservie par des TGV circulant sur les grandes lignes notamment en direction de Paris et Lyon.

#### Transport aérien
L'aéroport le plus proche est l'aéroport de Grenoble-Isère situé à environ 30 km. On peut rejoindre cet aéroport par la gare routière de Grenoble.

## Urbanisme

### Typologie
Au 1er janvier 2024, Noyarey est catégorisée bourg rural, selon la nouvelle grille communale de densité à sept niveaux définie par l'Insee en 2022.
Elle appartient à l'unité urbaine de Grenoble, une agglomération intra-départementale regroupant 38  communes, dont elle est une commune de la banlieue,,. Par ailleurs la commune fait partie de l'aire d'attraction de Grenoble, dont elle est une commune de la couronne,. Cette aire, qui regroupe 204 communes, est catégorisée dans les aires de 700 000 habitants ou plus (hors Paris),.

### Occupation des sols
L'occupation des sols de la commune, telle qu'elle ressort de la base de données européenne d’occupation biophysique des sols Corine Land Cover (CLC), est marquée par l'importance des forêts et milieux semi-naturels (63,6 % en 2018), une proportion identique à celle de 1990 (63,6 %). La répartition détaillée en 2018 est la suivante : 
forêts (63,2 %), zones agricoles hétérogènes (12,3 %), prairies (9,2 %), terres arables (6,4 %), zones urbanisées (4,3 %), eaux continentales (1,7 %), zones industrielles ou commerciales et réseaux de communication (1,6 %), mines, décharges et chantiers (0,9 %), milieux à végétation arbustive et/ou herbacée (0,4 %). L'évolution de l’occupation des sols de la commune et de ses infrastructures peut être observée sur les différentes représentations cartographiques du territoire : la carte de Cassini (XVIIIe siècle), la carte d'état-major (1820-1866) et les cartes ou photos aériennes de l'IGN pour la période actuelle (1950 à aujourd'hui).

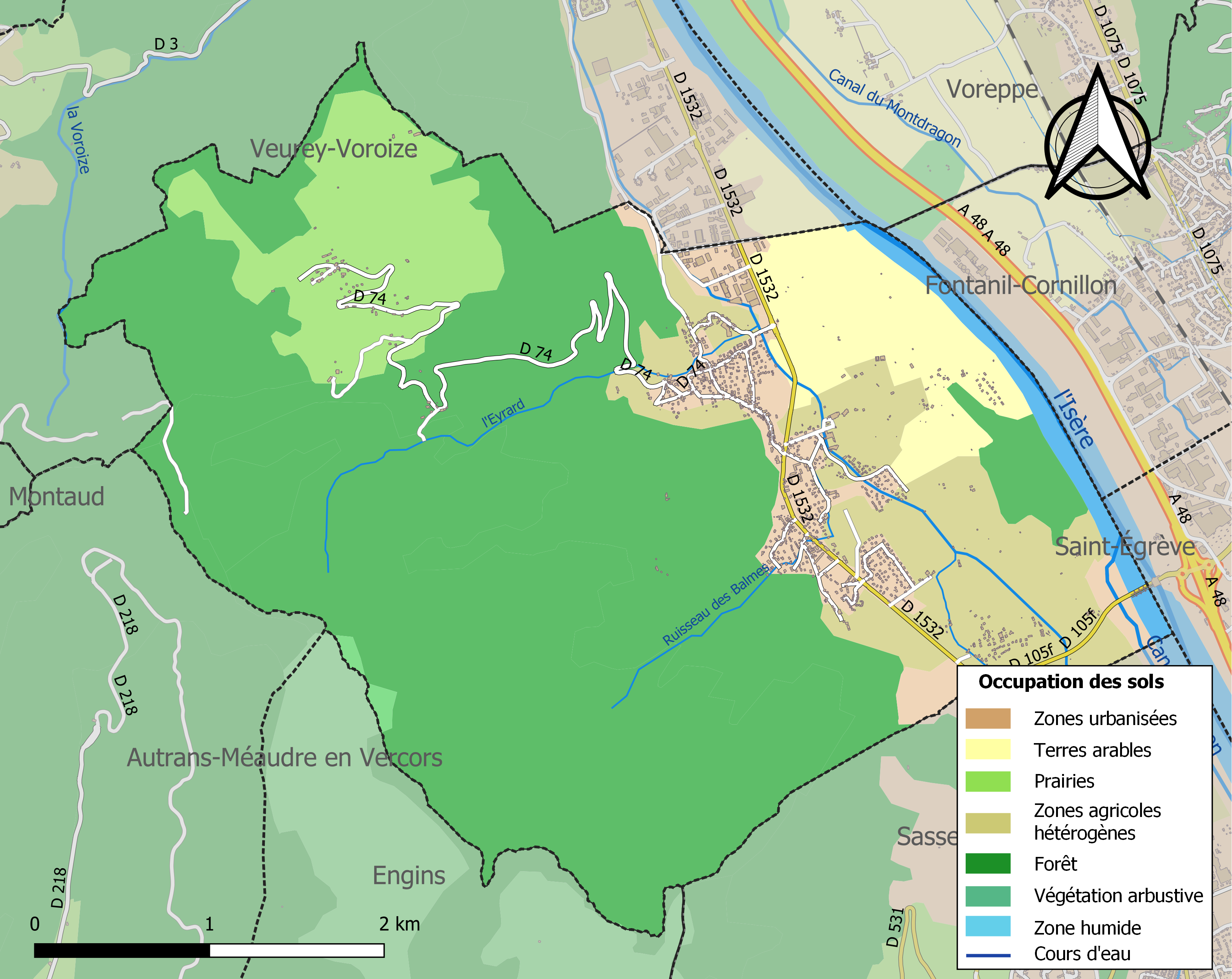
Carte des infrastructures et de l'occupation des sols de la commune en 2018 (CLC).

### Hameaux, Lieux-dits et écarts
Voici, ci-dessous, la liste la plus complète possible des divers hameaux, quartiers et lieux-dits résidentiels urbains comme ruraux qui composent le territoire de la commune de Noyarey, présentés selon les références toponymiques fournies par le site géoportail de l'Institut géographique national. Les principaux hameaux et lieux-dits sont indiqués en caractères gras.
| - Ézy - Combe Clause - Les Veillères - Trucherelle - Le Pailler - Mont Roux | - Carron - Caderousse - Le Maupas - Moirot - La Vanne - Mollard des îles | - Les Glairons - Les Chaulnes - Le Poyet - Saint-Jean - Le Meney - Pra Paris |

### Principaux hameaux
Saint-Jean
Cet ancien hameau est depuis le XXe siècle intégré dans l'agglomération centrale du village. Il est remarquable par le fait qu'il héberge le plus grand immeuble d'habitations de la commune.
Ezy

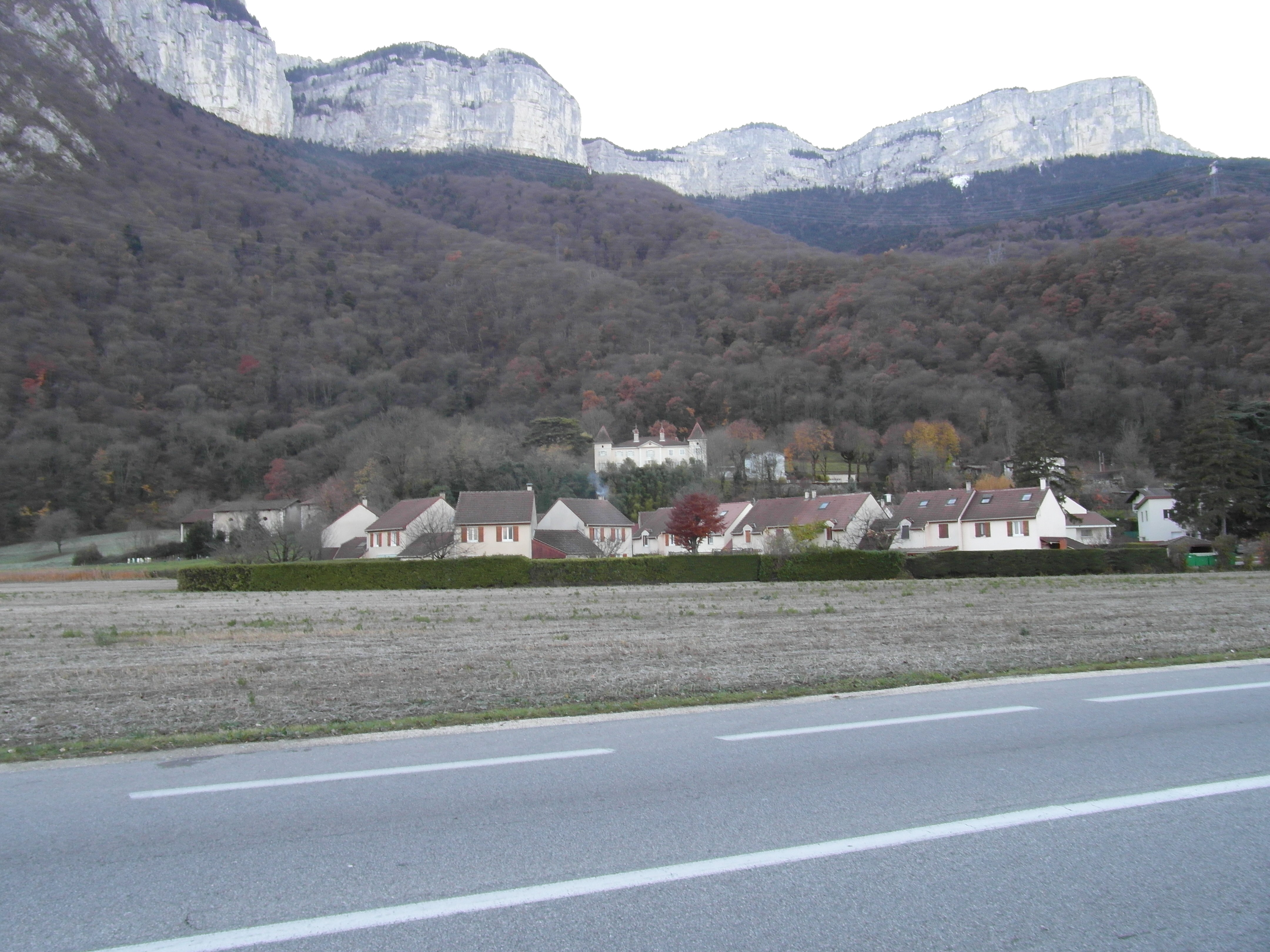
Hameau des Chaulnes

Autrefois orthographié sous le nom d'Hayzi, ce petit hameau de montagne est situé sur les hauteurs boisées du Vercors et sur lequel se développe une agriculture d'élevage de montagne composée essentiellement d'ovins et de bovins, formant une vaste clairière, visible depuis la vallée.
En 1870, un archéologue, Villot, fit des fouilles dans la grotte des fées située sur la route qui mène au hameau d'Ezy avant d'arriver au second hameau de montagne de Noyarey appelé Trucherelle. Il y découvrit entre autres : un grattoir frontal sur éclat épais, un éclat retouché sur les deux faces et trois tessons de céramique dont un bouton et un téton foré. Dans les réserves du Musée dauphinois se trouvent un fragment de bord de vase trouvé dans cette grotte ainsi que le fragment d’un objet indéterminé.
Les Glairons
Ce hameau est situé entre Saint-Jean et les Chaulnes, terme voulant indiquer que le domaine se situe à proximité d'un terrain sablonneux ce qui est avéré par la présence du bassin limoneux de l'ancien lit de l'Isère qui jouxte les hauteurs de l'ancien village de Saint-Jean.
Chaulnes
Ce lieu-dit, très proche de l'ancien hameau de Saint-Jean, correspond à l'ancien domaine du seigneur de la région, le Baron de Sassenage puis du Marquis de Chaulnes qui rachètera le domaine au XVIIe siècle et dont le château peut aujourd'hui encore être observé à l'entrée Sud de l'agglomération de Noyarey (route de Sassenage).
Pra Paris
Ce petit hameau, hors agglomération, dont la situation est partagée avec la commune de Sassenage, est traversé par la RD 105F qui relie la route de Sassenage au barrage de Saint-Égrève. Ce hameau comprend quelques lotissements et il se situe entre la route de Valence et l'Isère, à l'extrême sud du territoire communal.

### Plan local d'urbanisme

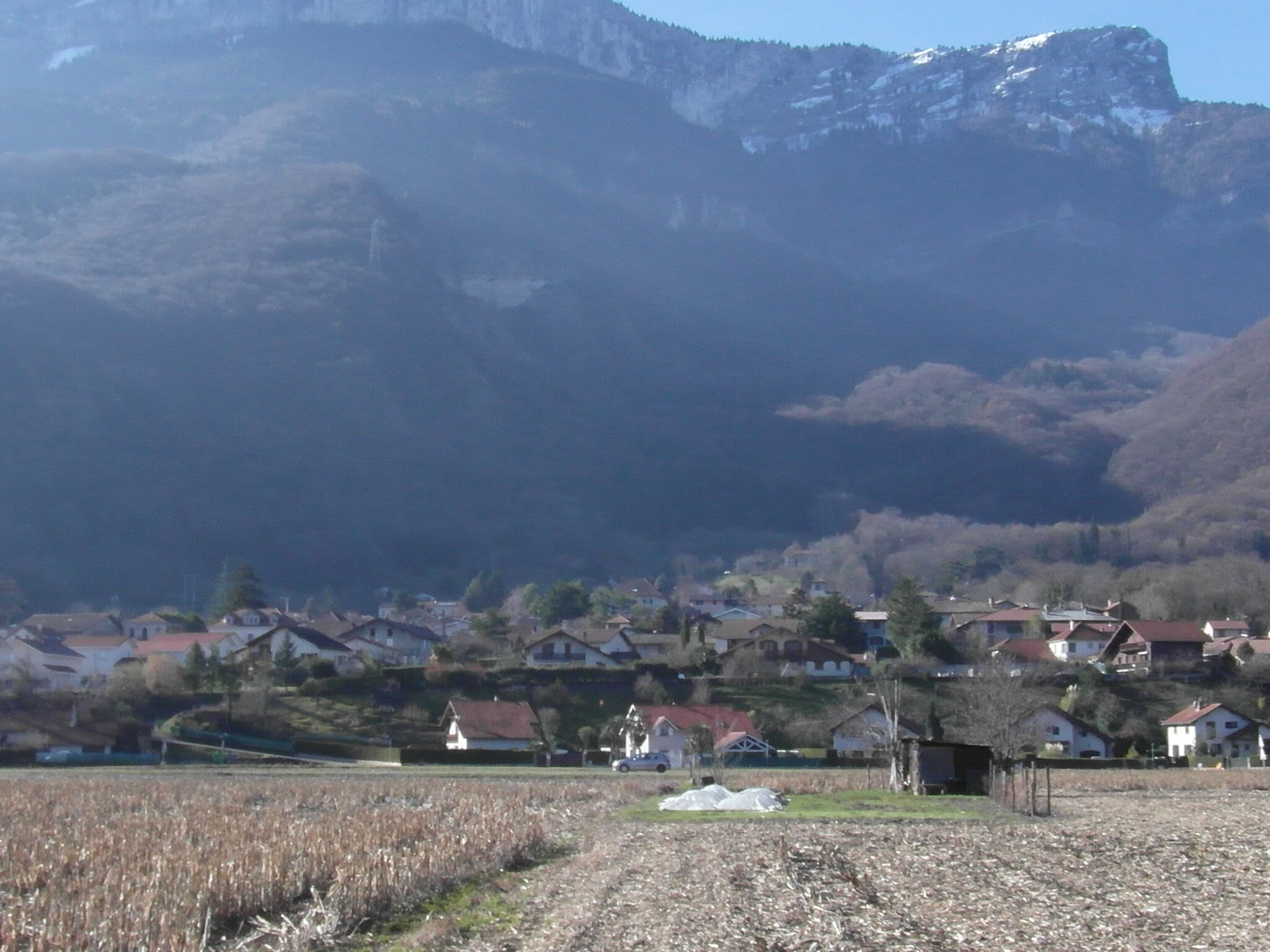
L'un des deux centres anciens de Noyarey, au pied de la Buffe.

De 2009 à 2013, la commune de Noyarey a élaboré son premier Plan Local d'Urbanisme, projet dirigé par l'urbaniste de la commune et le bureau d'études « les pressés de la cité ».
Ce document de planification a été reconnu pour sa qualité et a obtenu le Premier prix régional Rhône-Alpes 2012 sur « l'éco-responsabilité et le développement durable » organisé par le Réseau Régional sur l’Eco-responsabilité et le Développement Durable (RREDD). Le RREDD est composé notamment de l'Agence régionale de l'environnement de la région Rhône-Alpes (Rhône-Alpes Énergie Environnement - RAEE), qui a publié un communiqué de presse relatif aux lauréats de ce concours.
De nombreuses communes utilisent désormais ce document comme exemple pour une bonne intégration des questions de développement durable dans leur PLU, et notamment, une bonne intégration de la trame verte et bleue française.
Depuis décembre 2019, le Plan Local d'Urbanisme intercommunal (PLUi) de "Grenoble Alpes-Métropole" s'applique sur les 49 communes de son territoire, en remplacement des Plans Locaux d'Urbanisme communaux.

### Eau et assainissement
La collectivité de Grenoble Alpes Métropole détient la gestion du cycle de l’eau sur l'ensemble des 49 communes de son territoire ,assurant la protection des ressources, la production d’eau potable, la distribution aux usagers, ainsi que la collecte et le traitement des eaux usées.

### Risques naturels et technologiques

#### Risques sismiques
L'ensemble du territoire de Noyarey est situé en zone de sismicité n°4 (sur une échelle de 1 à 5), comme l'ensemble des territoires des communes de l'agglomération grenobloise.
| Type de zone | Niveau            | Définitions (bâtiment à risque normal) |
| ------------ | ----------------- | -------------------------------------- |
| Zone 4       | Sismicité moyenne | accélération = 1,6 m/s2                |

#### Autres risques
Noyarey est une des trente-sept communes du département de l'Isère classée pour le risque incendie de forêt.

## Toponymie
Le village est nommé Nuceretum au Xe siècle. L'origine du nom de la commune est probablement liée à la culture de la noix, répandue autrefois dans cette région, et dont la culture, après avoir totalement disparu, a été relancée au milieu des années 2010. Une autre explication de l'origine du nom Noyarey proviendrait des terres noyées par les eaux capricieuses de l’Isère, sinon lié à la découverte de corps de personnes noyées rejetés par la rivière.

## Histoire
L'histoire de Noyarey et du domaine de Chaulnes a été relatée dans un seul ouvrage littéraire. Celui-ci a été écrit par le chanoine Cyrille Thelliez et se dénomme Noyarey village fleuri édité par l'imprimerie Eymond en 1961 et qui sert de source  principale à une grande partie de cet historique. Les autres sources sont cependant indiquées.

### Préhistoire et Antiquité
Les premiers habitants furent les Voconces, tribu gaulois originaire du Sud de la Gaule et une autre tribu qui leur est associée, les Vertamocores et qui donneront leur nom au massif du Vercors. Ces tribus se seraient installées sur les plateaux dominant la vallée de l'Isère qui surplombe le village actuel. Ils se sont ensuite regroupés sur les buttes dominant la rivière l'Isère.
Le site de Noyarey, proche d'une grande courbe de l'Isère située un peu plus au nord (commune de Veurey-Voroize), correspond également à la limite méridionale du territoire des Allobroges, ensemble de tribus gauloises occupant l'ancienne Savoie, le nord et le centre du Dauphiné.

#### L'énigme du «passage d'Hannibal»

Hannibal traversant les Alpes en 218 av. J.-C. (Münchener Bilderbogen).

Professeur émérite d’histoire ancienne à l’Université de Newcastle au Royaume-Uni, John Francis Lazenby, auteur d’un ouvrage spécialisé sur le général carthaginois Hannibal Barca, narre dans celui-ci toute l’épopée du célèbre conquérant et émet une théorie à propos de la traversée des Alpes, en ce qui concerne la première attaque des Allobroges.
Ce professeur d'histoire suggère en effet qu’Hannibal n’aurait pas voulu traverser l’Isère et aurait donc cheminé sur la rive gauche, mais qu'au-delà de Saint-Nazaire-en-Royans la poursuite de cet itinéraire était impossible et qu'il aurait donc été contraint de traverser les gorges de la Bourne. Le camp d’Hannibal se serait alors situé à proximité du village actuel de Choranche. Le chemin suivi par Hannibal passerait ensuite  sur la route jouxtant l'Isère qui rejoint Grenoble par une route située entre Sassenage et Noyarey.
D'autres historiens, dont l'académicien et historien militaire Paul Azan ou Marc Antoine de Lavis-Trafford, évoquent la possibilité que ce grand général et stratège carthaginois ait pu passer par Montaud pour ensuite longer l'Isère depuis les territoires actuels de Veurey-Voroize, Noyarey et Sassenage avant de remonter le Grésivaudan et de traverser les Alpes. Aucune source archéologique (armes, ossements) n'ayant encore été découverte à Montaud et dans ses environs immédiats, rien ne peut étayer cette hypothèse séduisante - ni l'infirmer d'ailleurs. La thèse reste donc jusqu'à présent recevable.
Une étude plus récente (2009) du préhistorien Aimé Bocquet, fondée sur le peuplement au IIIe siècle av. J.-C. ne fait pas passer les troupes d'Hannibal par la région grenobloise et le Grésivaudan mais par le versant occidental de la Chartreuse pour atteindre le col du Petit Saint-Bernard. 
Un site web bien documenté présente les différentes hypothèses ainsi que les textes originaux (traduits) de Tite-Live et de Polybe sur la question.

### Moyen Âge et Renaissance

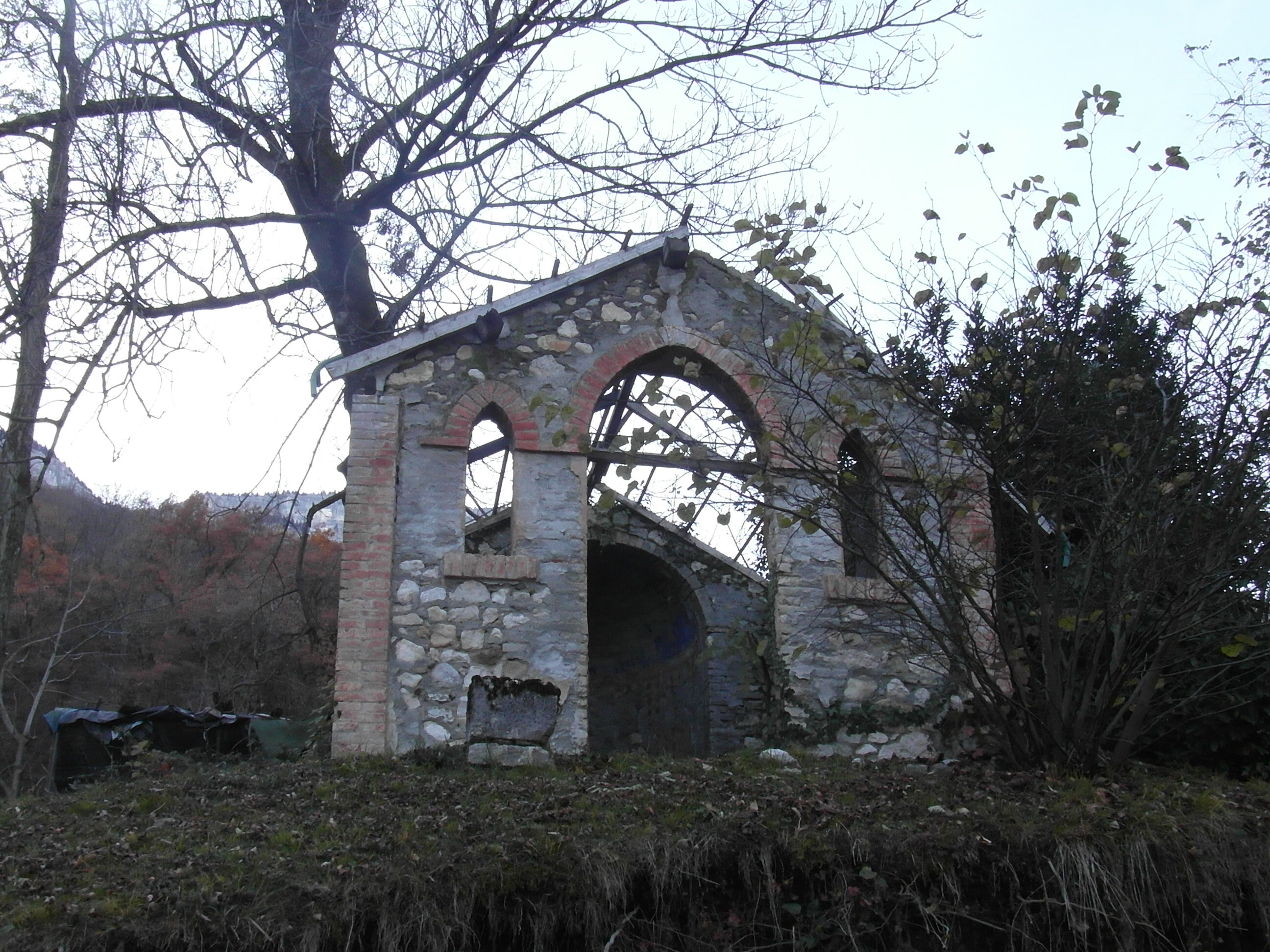
Ruine de la chapelle du château de Chaulnes

La présence de l'Isère a permis le commerce de la pêche et la batellerie.
Initialement, les barons de Sassenage étaient les seigneur des lieux et ceux-ci possédaient un modeste édifice situé sur le secteur des Glairons. Anne de Montaud, mère de Philibert de Sassenage vendit durant l'année 1531, les lieux de « Veurey et de Noyaray »  à François Vachon.

### Temps Modernes
En 1613, Antoine de Chaulnes, président du bureau des finances de Grenoble et seigneur de la Bâtie-Meylan, achète les terres de Noyarey à Marc de Vachon. Après quelques avatars liés à des cessions de terres et de ventes successives, le domaine de Noyarey redevient possession de la famille de Chaulnes par l’intermédiaire de Marguerite de Cissé, épouse de Claude de Chaulnes.
Son fils, Joseph de Chaulnes, en sa qualité de seigneur des lieux, obtiendra l'érection de ce domaine en marquisat par lettres patentes datant de mars 1684 et enregistrées au Parlement du Dauphiné le 19 août 1684. Le frère de Joseph de Chaulnes, dénommé Paul de Chaulnes et qui fut évêque de Grenoble entre 1721 et 1725 lui succédera à la tête du domaine.

### Époque contemporaine

#### LesXVIIesiècleetXVIIIesiècle
Guinetière de Chaulnes, dernier descendant de cette branche de la famille et sans héritier direct, lègue à sa mort aux « pauvres de l’hôpital général de Grenoble » en 1741, les terres de Noyarey et de Veurey. En 1743, l’hôpital, endetté, vend ces mêmes terres à Jean de Caulet, évêque de Grenoble de 1727 à 1771, membre d'une grande famille d'origine toulousaine, qui l'utilise comme résidence d'été.
Le château deviendra ensuite la propriété de son neveu Tristan de Caulet, Marquis de Grammont Chevalier de Saint-Louis et membre de la compagnie Beauveau des Gardes du corps du Roi.

##### Après la Révolution française

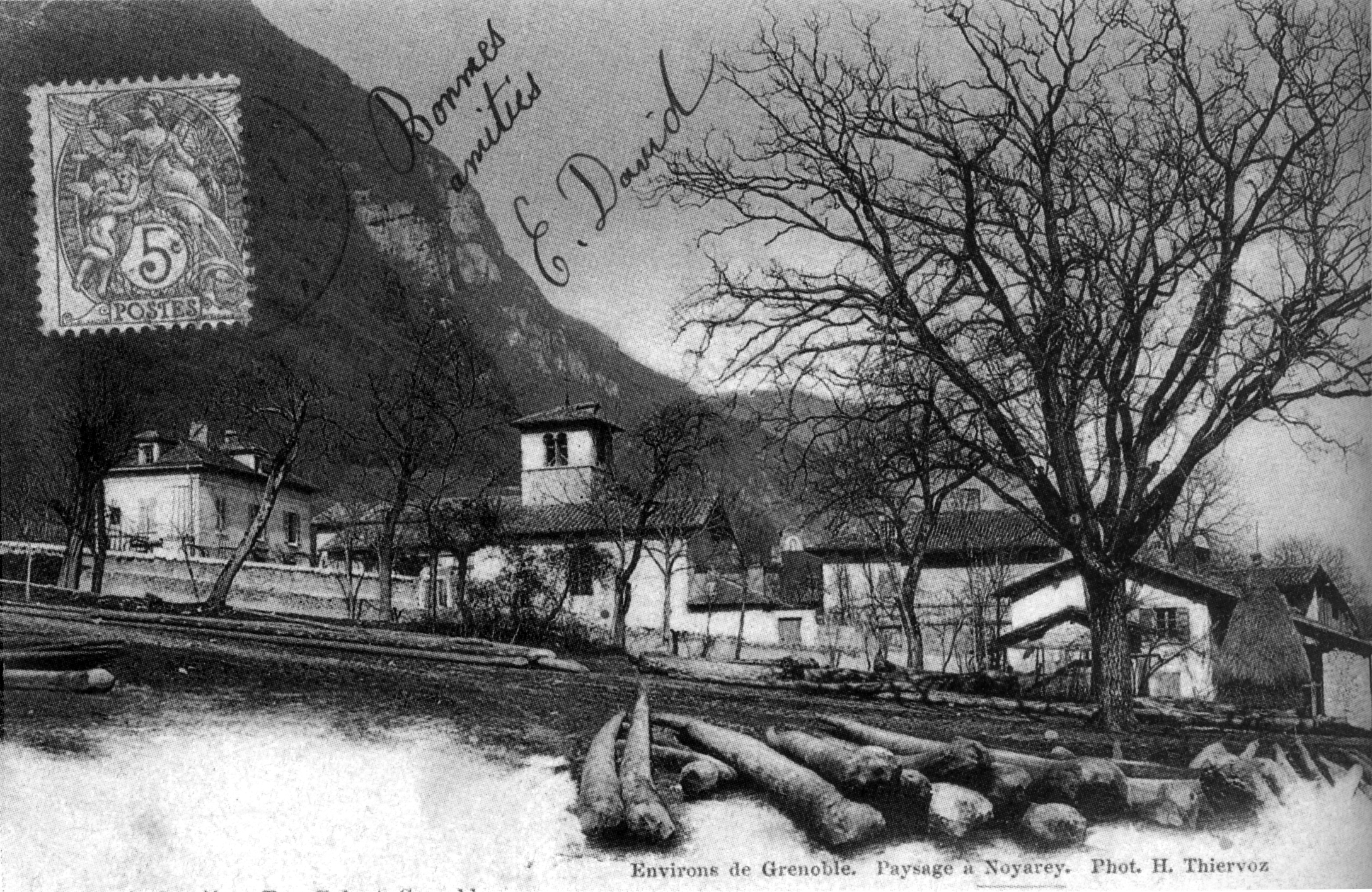
Paysage à Noyarey, 1906

Durant la Révolution, les terres de Noyarey sont démembrées et les parcelles de l'ancien domaine sont vendues à plusieurs paysans du lieu.
Le château de Chaulnes passera ensuite de main en main depuis la famille du Baron Joseph-Marie Thomas, né en 1771 et qui participera à de nombreux aménagements au sein de la communauté nucérétaine.
De 1895 à 1938, la commune fut desservie par une ligne de tramway qui la reliait à Grenoble via Sassenage et Fontaine. La gare de tramway, située au pied du "maupas" (intersection de la rue du Maupas et de la RD1532) est devenue aujourd'hui un hôtel.

## Politique et administration

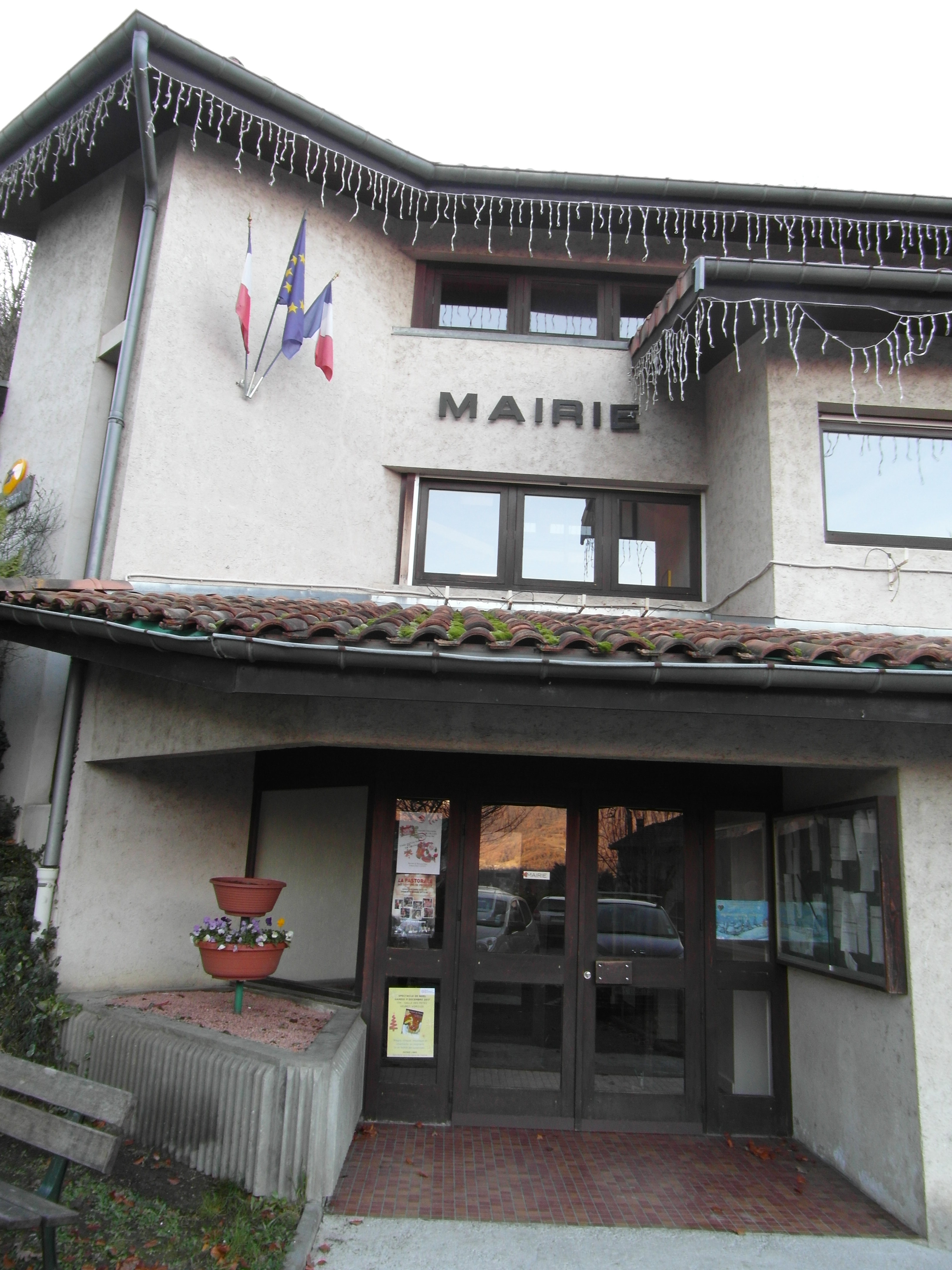
Mairie de Noyarey

### Administration municipale
Le conseil municipal est composé de 19 élus dont un maire, cinq adjoints, neuf conseillers délégués et quatre conseillers d'opposition.
En 2017, le maire de la commune est le vice-président du syndicat intercommunal de la rive gauche du Drac
Conseiller métropolitain, président de la commission « Développement et Attractivité » de la Métro. la première adjointe est également Conseillère métropolitaine.
La mairie, la bibliothèque municipale, le poste de police municipale et l'agence postale sont situés dans le même bâtiment, au centre géographique du village formant l'agglomération de Noyarey, à proximité de la route de Grenoble à Valence (ex RD 1532).

### Tendances politiques et résultats

#### Élections locales
Élections municipales 2020 : les résultats à Noyarey

### Elections municipales de 2020
En 2020, les Nucérétains votaient pour désigner leurs 19 conseillers municipaux. En réunissant 69,23 % des suffrages exprimés, la liste de Nelly Janin Quercia termine en tête à Noyarey et se voit attribuer 16 sièges lors du premier tour. Grâce à 30,76 % des votes, la liste d'Aldo Carbonari remporte trois sièges.
On comptabilise 0,57 % de votes blancs et 0,91 % de votes nuls parmi les suffrages de Noyarey.

#### Élections nationales
| Candidat           | 1er tour | 1er tour              | 2e tour | 2e tour               |
| Candidat           | Noyarey  | Ensemble de la France | Noyarey | Ensemble de la France |
| ------------------ | -------- | --------------------- | ------- | --------------------- |
| Emmanuel Macron    | 27,92 %  | 24,01 %               | 67,57 % | 66,10 %               |
| Jean-Luc Mélenchon | 19,41 %  | 19,58 %               |         |                       |
| Marine Le Pen      | 19,05 %  | 21,30 %               | 32,43 % | 33,90 %               |
| François Fillon    | 18,18 %  | 20,01 %               |         |                       |
| Benoît Hamon       | 5,7 %    | 6,36 %                |         |                       |
| Votants            | 81,17 %  | 77,77 %               | 78,77 % | 74,56 %               |

### Liste des maires
| Période | Période  | Identité            | Étiquette   | Qualité                                                              |
| ------- | -------- | ------------------- | ----------- | -------------------------------------------------------------------- |
| 1946    | 1951     | Jean Pellet         |             |                                                                      |
| 1951    | 1966     | Charles Ferrère     | Radical     | Avocat à la Cour d'Appel                                             |
| 1966    | 1971     | Raymond Demenge     |             |                                                                      |
| 1971    | 1972     | Charles Ferrère     | Radical     | Avocat à la Cour d'Appel                                             |
| 1972    | 1977     | Louis Benilan       |             |                                                                      |
| 1977    | 1989     | François Jorquera   |             |                                                                      |
| 1989    | 1990     | Vincent Rivier      |             |                                                                      |
| 1995    | 1998     | Colette Duc         |             |                                                                      |
| 1998    | 2020     | Denis Roux          | SE puis UDI | Chef d'entreprise Vice-président du Parc Naturel Régional du Vercors |
| 2020    | En cours | Nelly Janin Quercia |             |                                                                      |

### Jumelages
La commune est jumelée avec une ville européenne 
- Merone (Italie) depuis 2004[35]

Ville italienne de la province de Côme dans la région Lombardie, située dans le nord de l'Italie.

## Population et société

### Démographie
L'évolution du nombre d'habitants est connue à travers les recensements de la population effectués dans la commune depuis 1793. Pour les communes de moins de 10 000 habitants, une enquête de recensement portant sur toute la population est réalisée tous les cinq ans, les populations de référence des années intermédiaires étant quant à elles estimées par interpolation ou extrapolation. Pour la commune, le premier recensement exhaustif entrant dans le cadre du nouveau dispositif a été réalisé en 2007.

En 2022, la commune comptait 2 321 habitants, en évolution de +3,62 % par rapport à 2016 (Isère : +3,07 %, France hors Mayotte : +2,11 %).
| 1793 | 1800 | 1806 | 1821 | 1831  | 1836  | 1841  | 1846  | 1851  |
| ---- | ---- | ---- | ---- | ----- | ----- | ----- | ----- | ----- |
| 615  | 703  | 789  | 816  | 1 002 | 1 077 | 1 115 | 1 049 | 1 009 |

| 1856 | 1861 | 1866 | 1872 | 1876 | 1881 | 1886 | 1891 | 1896 |
| ---- | ---- | ---- | ---- | ---- | ---- | ---- | ---- | ---- |
| 973  | 921  | 910  | 860  | 821  | 735  | 768  | 710  | 727  |

| 1901 | 1906 | 1911 | 1921 | 1926 | 1931 | 1936 | 1946 | 1954 |
| ---- | ---- | ---- | ---- | ---- | ---- | ---- | ---- | ---- |
| 732  | 717  | 707  | 652  | 677  | 701  | 686  | 679  | 802  |

| 1962 | 1968  | 1975  | 1982  | 1990  | 1999  | 2006  | 2007  | 2012  |
| ---- | ----- | ----- | ----- | ----- | ----- | ----- | ----- | ----- |
| 828  | 1 064 | 1 187 | 1 561 | 1 950 | 2 104 | 2 069 | 2 064 | 2 263 |

| 2017  | 2022  | - | - | - | - | - | - | - |
| ----- | ----- | - | - | - | - | - | - | - |
| 2 223 | 2 321 | - | - | - | - | - | - | - |

### Enseignement
Rattachée à l'académie de Grenoble (Zone A), la commune de Noyarey compte deux écoles publiques :
- L'école maternelle "La coccinelle"
- L'école élémentaire "Le Mûrier"

### Équipement sanitaire et social

#### Structure médico-sociale
La commune héberge sur son territoire une maison de retraite dénommée Résidence Les Vergers. Il s'agit d'un Établissement d'Hébergement pour Personnes Agées Dépendantes (EHPAD) privé à but non lucratif qui présente une capacité totale d'accueil de 80 places. Cet établissement dispose d'une unité pour les personnes atteintes de la maladie d'Alzheimer.

### Équipements culturels
La commune gère deux établissement à vocation culturelle : la bibliothèque municipale qui est située dans le bâtiment de la mairie et la salle de spectacles Poly'Sons, pouvant accueillir environ 500 spectateurs, qui est située à proximité des établissements scolaires.

### Équipements et clubs Sportifs
La ville possède une équipe de Football, le Noyarey Football club et une équipe de Volley-ball, l'Association Nucérétaine de Volley Ball (ANVB).

### Médias

#### Presse écrite
La mairie publie un journal local destiné aux habitants de la commune. Ce bulletin municipal est distribué de façon trimestrielle dans les boîtes aux lettres des résidents de la commune, les anciennes éditions de ce journal sont consultables sur le site internet de la mairie
Un grand organe de la Presse écrite régionale, dont le siège se situe dans la commune voisine de Veurey-Voroize, est distribué sur le territoire de la commune de Sassenage et de Noyarey, est en vente chez les marchands de journaux locaux. Historiquement, le quotidien à grand tirage régional Le Dauphiné libéré consacre, chaque jour, y compris le dimanche, dans son édition de Grenoble-Vercors, un ou plusieurs articles à l'actualité de la ville, ainsi que des informations sur les éventuelles manifestations locales, les travaux routiers, et autres événements divers à caractère local.

#### Presse audiovisuelle
La commune est située sur l'aire de diffusion de radio Ici Isère, une radio publique qui émet sur tout le territoire du département de l'Isère.

### Cultes

#### Culte catholique
La paroisse dont dépendent les membres de la communauté catholique de Noyarey est dénommée « Paroisse Saint Michel du Drac », son siège (secrétariat paroissial) étant situé dans la commune de Fontaine. Un site internet présentant cette activité cultuelle permet de connaître toutes les informations sur ce sujet

## Économie

### Le secteur agricole
Le territoire communal présente encore de nombreuses surfaces agricoles, notamment à proximité de l'Isère, mais également en montagne sur le secteur du hameau d'Ézy qui héberge quelques fermes et une bergerie :
- la ferme du Souillet comprenant trente-cinq hectares de terrain dont dix hectares de forêt et une élevage de 150 agneaux en 2005[46].
- la ferme d'Hadrien
- la bergerie d'Ézy

La commune fait partiellement partie de l'aire géographique de production et transformation du « Bois de Chartreuse », la première AOC de la filière Bois en France.
Noyarey est une des communes d'un secteur de vignobles pouvant revendiquer le label IGP « Coteaux-du-grésivaudan », comme la plupart des communes de la moyenne vallée de l'Isère (Grésivaudan et cluse de Voreppe).

### Le secteur artisanal et commercial
Il n'y a pas de centre commercial ni d'enseignes isolées appartenant à une chaîne de grande distribution, la proximité des villes plus importantes (Saint-Égrève, Fontaine) drainant la population locale vers des hypermarchés et des enseignes spécialisées.

### Le secteur industriel
Voici, ci-dessous, le nom des principales entreprises dont le siège est installé sur le territoire de la ville de Noyarey :
- Isea France est une société spécialisée dans la production et la distribution de rideaux et de grilles ainsi que de portes de garage[48].
- Isère Froid Développement est spécialisée dans la réparation de machines et équipements mécaniques[49].
- Cybel Process est une société spécialisée dans le commerce de gros, ainsi que dans les fournitures et équipements industriels divers[50].
- Balthazard & Cotte est une carrière située au sud du territoire communal. Cette société française est une filiale du groupe Lhoist, société belge spécialisée dans la production et la vente de chaux et dolomie, et dans la recherche et développement d'applications de ces produits.

### Le secteur hôtelier et touristique
Le château de Chaulnes a été aménagé en établissement de restauration pour mariages et séminaires. La commune compte également un restaurant.

## Culture locale et patrimoine

### Patrimoine monumental
- Si vous ne connaissez pas le sujet, laissez ce bandeau (vous pouvez alors contacter les auteurs).
- Si vous supprimez le contenu mis en cause (vous pouvez préalablement contacter les auteurs),

argumentez précisément cette suppression dans la page de discussion
(un manque de référence n'est pas un argument ; une recherche réelle de référence doit avoir été effectuée, être formellement documentée).

#### Patrimoine civil

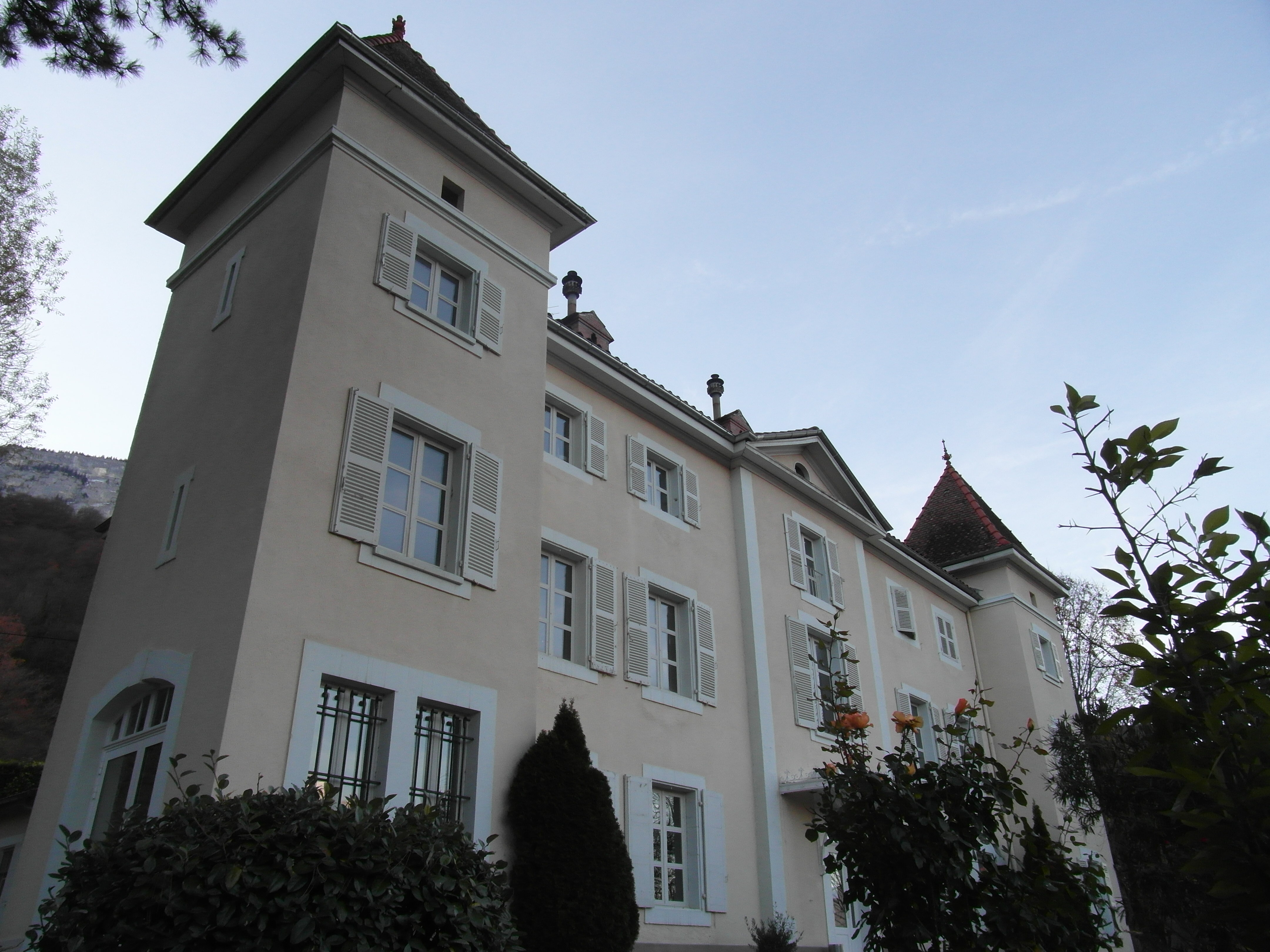
Château de Chaulnes

Noyarey compte un patrimoine bâti remarquable, composé notamment de plusieurs châteaux et maisons bourgeoises[source insuffisante] :

##### Le château de Chaulnes
Pour un article plus général, voir Château de Chaulnes.
Le château de Chaulnes, situé au Sud du quartier Diday-Meney, fut une demeure du Seigneur de Sassenage construite au XVIIe siècle, puis celle de la Maison dauphinoise de Chaulnes, et conserve notamment un beau parquet de cette époque.
En 1839, le château compte 30 fenêtres. Dans le courant de la décennie de 1840, le baron Thomas qui a racheté le château à la famille de Caulet fait ajouter les tours qui déplacent la façade, autrefois tournée vers Sassenage, face à l'Isère. Des travaux d’agrandissement sont entrepris entre 1851 et 1869 : en 1858, on compte 36 fenêtres, en 1869, on en compte 52. Présence d'une belle terrasse avec orangerie.
La famille de Chaulnes, originaire de Picardie mais venant de Tonnerre en Bourgogne, avait acquis ce domaine au XVIIe siècle, et donna un temps son nom au village. L’évêque et Marquis du lieu, Paul de Chaulnes, en avait fait sa résidence d’été jusqu'à sa mort en 1725. Puis le château fut la propriété des pauvres de l’hôpital général de Grenoble de 1741 à 1743, année du rachat du domaine par Jean de Caulet, également évêque de Grenoble jusqu'en 1771. À l’époque des premiers cadastres (1839) le château -  également désigné sous le nom de château des Glairons - fut acquis par le Baron Joseph-Marie Thomas, né en 1771. Cet ancien militaire, devenu maire de Noyarey y résidera jusqu’à sa mort.
Le château est de nos jours réaménagé en site d'accueil de mariages, de séminaires et autres événements privés et publics.

##### Le Château Gillet
Cet édifice est situé au lieu-dit "Mont-Roux" et construit sans doute au XVIIe siècle, sauf la tour d’angle, d'inspiration architecturale du XIXe siècle. Le pavillon situé au sommet du terrain est mentionné à partir de 1848 dans les archives de la mairie.

##### Le Château Gaché
Cet édifice, connu également sous le nom de Villa Eyrard est situé rue abbé Cuchet et construit autour de 1850. Son parc est aujourd'hui appelé "Parc des Biches". Des travaux de réhabilitation du château ont été effectués en 2017.

##### Maison Rivier
Les archives de la commune font mention d'un certain Jean Rivier qui acquiert un domaine de 300 ha en 1611, au bord duquel il construit cette maison typiquement dauphinoise (plan, toit, matériau) qui a été très peu transformée depuis le XVIIe siècle. Les plafonds sont dits « à la française » (poutres parallèles). Vers 1820 la maison s’agrandit d’un étage (24 fenêtres puis 38 entre 1839 et 1844, 1 porte et 59 fenêtres en 1858). Construction d’un « cabinet de bain » entre 1839 et 1844. Pendant la guerre de 1914-1918, la propriété fut transformée aux frais de la famille en hôpital pour les soldats convalescents. La famille monta au début du XXe siècle une exploitation de pierre à ciment, dont une galerie existe encore près de la pharmacie.

##### Maison Chavanne
Cette ancienne maison bourgeoise, située au 180, Chemin des Noyers, a été construite autour de 1845, à la suite de la démolition d’une maison de seize fenêtres laissant la place à cette nouvelle construction. En 1858, la maison de maître comprend 24 portes et fenêtres. En 1923 la maison compte dix-huit fenêtres et une nouvelle construction est mentionnée.

##### Domaine de Clairfontaine
La maison de ce domaine a été construite vers 1730 par un notaire royal comme « résidence vivrière », c’est-à-dire une grosse ferme qui à l’origine avait un toit de tuiles. La source d'eau privée était captée en haut du chemin du Diday, et canalisée avec des droits de passage aux riverains depuis 1750. En 1806 est construite la fontaine que l'on peut voir à l'entrée du domaine. L’habitation principale a été surélevée d’un second étage en 1855 (29 fenêtres déclarées). De cette époque (Second Empire) datent le papier peint de la salle à manger et le toit couvert en ardoises. Les anciens communs sont aménagés pour loger le personnel et un petit établissement thermal est créé. La maison bourgeoise compte 41 fenêtres en 1861.

##### La Maison Anthoard
La présence de cette maison est attestée dès le XVIIIe siècle.

##### Fontaines publiques
Le village est parsemé de demeures et fontaines anciennes. Parmi les vieille demeures on signale une maison du XVe siècle, avec porte et fenêtres à meneau sur le chemin des Noyers. Les fontaines datent de la fin du XVIIIe et du XIXe siècle) récoltant les eaux de la montagne vercoranne. Depuis 2003, deux fontaines ont été restaurées et la commune a été distinguée pour son action. Elle a reçu le « Prix départemental des Rubans du patrimoine ».

#### Patrimoine religieux

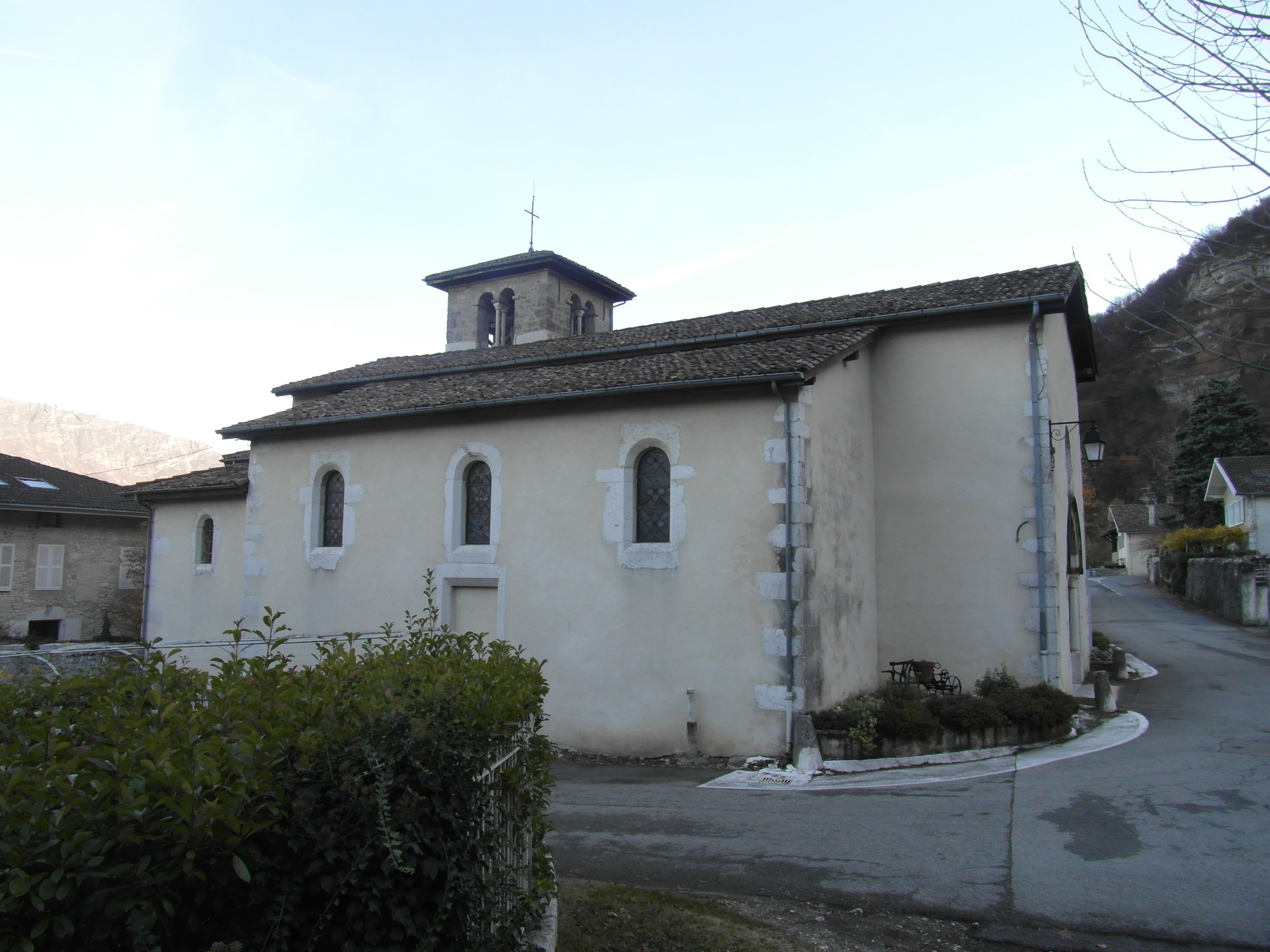
Église Saint-Paul de Noyarey

- Église Saint-Paul du XIe siècle : Cette église romane, renouvelée entre 1836 et 1848, conserve un clocher du XIIe siècle[52] (Paroisse Saint-Paul de Noyarey).
- Chapelle du château de Chaulnes : petite chapelle dont la date de construction est inconnue et que l'on peut découvrir dans un état très dégradée, sur une hauteur en face du château.

### Patrimoine environnemental
La quasi-totalité de la commune est classée en Zone Naturelle d’Intérêt Écologique, Floristique et Faunistique (ZNIEFF) de type II.
Elle compte par ailleurs l'une des dernières forêts d'origine alluviale du département de l'Isère, classée en ZNIEFF de type I : le Bois du Gélinot (parfois appelé "Bois du Mollard des Iles" par l'administration).
Noyarey possède de nombreux corridors écologiques et biologiques qui permettent notamment à la faune locale de circuler entre les deux massifs du Vercors et de la Chartreuse, via la limite entre Voreppe et le Fontanil-Cornillon.
Noyarey est adhérente du parc naturel régional du Vercors.

### Personnalités liées à la commune
- Paul de Chaulnes (1650 - 1725), Évêque catholique français du Grenoble de 1721 à 1725, il fut le dernier représentant de la famille de Chaulnes à avoir été le Seigneur des terres de Noyarey.
- Jean de Caulet, (1693 - 1771), Évêque catholique français, évêque de Grenoble de 1727 à 1771, après avoir racheté les terres à l'hôpital de Grenoble, héritier de Paul de Chaulnes, il fut également le Seigneur des terres de Noyarey.
- Vincent Rivier (1771 - 1838),  ce maire de Grenoble de 1831 à 1835 est inhumé au cimetière de Noyarey. Plusieurs de ses descendants deviendront par la suite maires de Noyarey : Vincent Rivier (entre 1898 et 1922) puis Augustin Rivier (entre 1929 et 1946) et enfin Vincent Rivier (pour un court mandat entre 1989 et 1990).

### Héraldique, logotype et devise

#### Héraldique
| Blason | Blasonnement : d'azur au chevron d'or, qui porte les trois clous de la passion Commentaires : Le Blason du village représente les armes de la famille de Chaulnes qui fut maître des lieux pendant un siècle. |